# Mikroregion Osasco

Mikroregion Osasco

Mikroregion Osasco – mikroregion w brazylijskim stanie São Paulo należący do mezoregionu Metropolitana de São Paulo. Ma 695,1 km² powierzchni.

## Gminy
- Barueri,
- Cajamar,
- Carapicuíba,
- Itapevi,
- Jandira,
- Osasco,
- Pirapora do Bom Jesus,
- Santana de Parnaíba